# Ian Williams (rugby à XV)
Pour les articles homonymes, voir Ian Williams.
Pas d'image ? Cliquez ici

a Compétitions nationales et continentales officielles uniquement.

b Matchs officiels uniquement.
Ian Michael Williams, né le 23 septembre 1963 à Sydney, est un joueur australien de rugby à XV qui évolue au poste d'ailier. Il a la particularité d'avoir joué avec l'équipe d'Australie et avec l'équipe du Japon.  

## Carrière
Il joue son premier test match le 31 octobre 1987 à l'occasion d'un match contre l'équipe d'Argentine. Il dispute son  dernier test match contre l'équipe de Nouvelle-Zélande le 21 juillet 1990. En octobre 1993, il dispute un test match avec le Japon contre le Pays de Galles.

## Statistiques en équipe nationale
- Nombre de test matchs avec l'Australie :  17
- Test matchs par année :  2 en 1987, 5 en 1988, 7 en 1989, 5 en 1990
- Nombre de test match avec le Japon : 1 en 1993